# الرموز الوطنية لتركيا
الرموز الوطنية التركية هي الرموز المستخدمة لتمثيل مواطني جمهورية تركيا في تركيا وحول العالم. ألف النشيد الوطني التركي الشاعر محمد عاكف إرسوي خلال حرب الاستقلال التركية في الأناضول.

## الرموز الثقافية

الشعار التسويقي الرسمي لتركيا مع زهرة التوليب

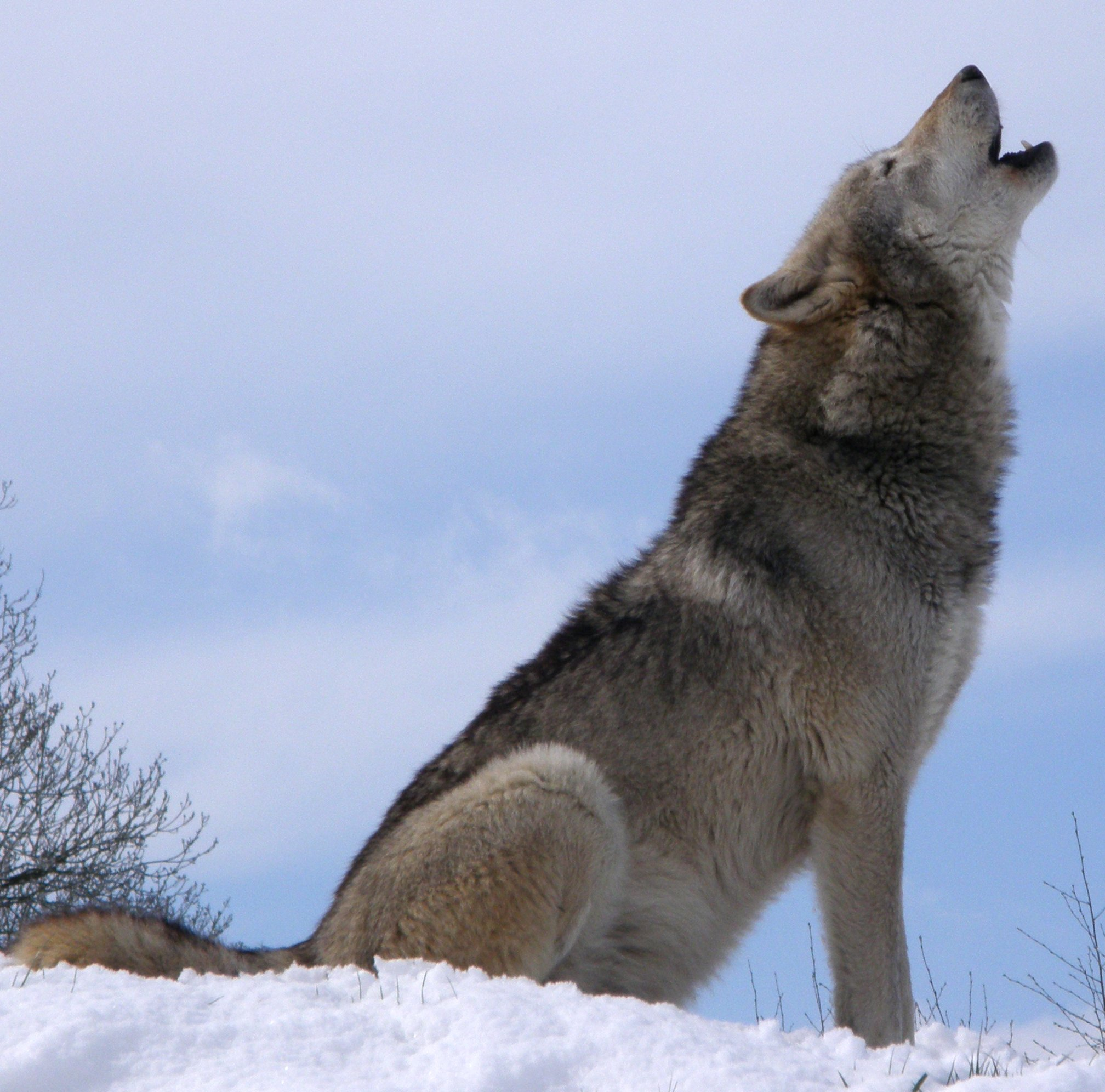
الذئب الرمادي

### الألوان الوطنية
الألوان الوطنية لتركيا هي الأحمر والأبيض على علمها. تُستخدم هذه الألوان الثلاثة بكثرة في مختلف المجالات اليوم. كما يُعتبر اللون الفيروزي وهو جزء من الثقافة التركية أحد ألوانها.

### الزهرة الوطنية
جلبت زهرة التوليب وموطنها الأصلي جبال البامير وهندوكوش وتيان شان إلى الأناضول لأول مرة مع هجرة الأتراك من آسيا الوسطى.

### الحيوان الوطني
على مر التاريخ التركي اعتُبر الذئب الرمادي حيوانًا مقدسًا ووطنيًا. ويعود السبب الرئيسي لتقديسه ورمزه الوطني للأتراك إلى أسطورة انحداره من ذئب رمادي. ويُستخدم البوزكورت أيضًا رمزًا للقوميين في تركيا، ولكنه في الأصل رمز أسطوري لعائلات قومية تركية بأكملها في العالم. وقد أعلنه أتاتورك رمزًا وطنيًا، واستُخدم في أماكن عديدة. وفي السنوات الأولى للجمهورية، طُبعت صور الذئب الرمادي على الأوراق النقدية التركية.